# カナリヤ殺人事件
『カナリア殺人事件』 （カナリアさつじんじけん、The Canary Murder Case）は、S・S・ヴァン・ダイン作の長編推理小説。1927年発表。
素人探偵ファイロ・ヴァンスが活躍する12長編のうちの2作目にあたる作品。

## あらすじ
ブロードウェイのナイトクラブで「カナリア」と呼ばれた美女マーガレット・オウデルが絞殺される。
事件の夜には複数の男性が彼女のアパートを訪れたが、殺害現場は密室であった。
素人探偵ファイロ・ヴァンスと地方検事マーカムが捜査に当たるが犯人逮捕の決め手はない。
最終的な容疑者は四人。
ヴァンスはポーカーによる心理探偵法を実践するため、容疑者を一同に集める。

## 登場人物
- マーガレット・オウデル - カナリアと呼ばれるブロードウェイの踊り子
- チャールズ・クリーヴァ - 元役人の道楽者
- ケネス・スポッツウード - 工場経営者
- ルイス・マニックス - 毛皮輸入商
- アンブローズ・リンドクィスト - 精神科医
- トニー・スキール - 窃盗の常習犯
- アリス・ラ・フォス - 女優
- エイミー・ギブスン - マーガレットの女中
- ウィリアム・エルマ・ジェサップ - 電話交換手
- ハリー・スパイヴリ - 電話交換手
- ファイロ・ヴァンス - 素人探偵
- ジョン・F・X・マーカム - ニューヨーク州地方検事
- アーネスト・ヒース - 部長刑事

## 日本語訳
- 『カナリヤ殺人事件』（平林初之輔訳、平凡社 <世界探偵小説全集19>） 1930年
- 『カナリヤ殺人事件』（瀬沼茂樹訳、新樹社） 1950年 のち早川書房、角川文庫
- 『カナリヤ殺人事件』（井上勇訳、東京創元社） 1957年、創元推理文庫 1959年
- 『カナリア殺人事件』（日暮雅通訳、創元推理文庫） 2018年。新訳版